# Odbor za okolje in prostor Državnega zbora Republike Slovenije
Odbor za okolje in prostor je odbor Državnega zbora Republike Slovenije.

## Delovanje
»Odbor obravnava predloge zakonov, druge akte in problematiko, ki se nanašajo na lokalno samoupravo na ravni občine in pokrajine. Spremlja izvajanje zakonodaje s področja lokalne samouprave in izvajanje Evropske listine o lokalni samoupravi v praksi ter obravnava vprašanja regionalnega razvoja, pobude in predloge za ustanovitev občin in pokrajin ter za določitev oziroma spremembo njihovih območij, in tudi predloge, ki se nanašajo na teritorialno členitev Republike Slovenije, povezane s programi strukturne in kohezijske politike, spremlja pa tudi druge zadeve, ki so povezane z njenim delovnih področjem.
Odbor obravnava zadeve EU s svojega delovnega področja.«

## Sestava
4. državni zbor Republike Slovenije
- izvoljen: ?
- predsednik: Rudolf Petan
- podpredsednik: Pavel Gantar
- člani: Robert Hrovat, Ivan Jelen, Zmago Jelinčič Plemeniti, Miran Jerič, Drago Koren, Danijel Krivec, Jakob Presečnik, Borut Sajovic, Franc Sušnik, Vili Trofenik, Janko Veber, Milenko Ziherl